# Vygozero
Vygozero (rusky Выгозеро; finsky Uikujärvi), známé též jako Vyg (rusky Выг) nebo Bobrovoje (rusky Бобровое), je jezero v Karelské republice v severozápadním Rusku. V rámci ruské Karélie jde o třetí největší jezero; celková rozloha vodní plochy je 1250 km² (rozloha vlastního Vygozera je 560 km²) a objem 6,5 km³. Jeho délka je 89,2 km a šířka 23,5 km. Jeho průměrná hloubka je 6 m a maximální 40 m. Leží v nadmořské výšce 29 m.

## Pobřeží
Pobřeží je členité, především kamenito-písčité a kamenité, pokryté lesy, zvýšené na severní a nízké na jižní straně.

## Ostrovy
Nachází se na něm 529 ostrovů. Největší je ostrov Sigovec.

## Vodní režim
Zdroj vody je sněhový a dešťový. Rozsah kolísání hladiny je 0,5-1,3 m. Zamrzá na konci října nebo na začátku listopadu a rozmrzá uprostřed května. Do jezera ústí řeky Horní Vyg, Vožma, Segeža, Uroksa (17 km dlouhá přitékající z Urosozera a ústící do jihozápadního konce 8 km dlouhé zátoky), Onda (přitékající z Ondozera). Odtok do Bílého moře zajišťuje Dolní Vyg, na kterém je několik zdymadel. Zajišťuje sezónní regulaci toku, kvůli lodní dopravě a energetice.

## Využití
Od r 1933 je zapojeno do systému Bělomořsko-baltského kanálu. Přehrazením řeky Dolní Vyg a Vygozera tak vznikla vodní nádrž tzv. Vygozerská přehrada (rusky Выгозерское водохранилище), přičemž vodní hladina se zvedla asi o 7 m.
Západně od jezera prochází mezinárodní silnice M18 ze Sankt Petěrburgu do Murmansku a rovněž železniční trať Sankt Petěrburg-Murmansk. Na západním břehu leží město Segeža a vesnice Nadvoicy. Na východním konci jezera leží obec Valdaj.
Je zde rozvinutý lov ryb (síh malý, cejn velký, síh severní maréna, okoun říční, jelec jesen, štika obecná aj.).